# Sziwa Asar be-Tamuz
Sziwa Asar be-Tam(m)uz  (hebr. ‏שבעה עשר בתמוז‎, dosł. „siedemnasty tamuz” ; jid. ‏שבֿעה־עשׂר־בתּמוז‎ Sziwoser-betamez) – post, obowiązujący Żydów w siedemnastym dniu miesiąca tamuz i rozpoczynający trzytygodniową żałobę trwającą do święta Tisza be-Aw .
Post ten, zachowywany od wschodu do zachodu słońca, ma upamiętniać wyłom w murach Jerozolimy, dokonany przez Babilończyków po osiemnastu miesiącach oblegania miasta przez Nabuchodonozora II. Nastąpiło to w 586 r. p.n.e. i doprowadziło ostatecznie do zburzenia Pierwszej Świątyni  . Zgodnie z Biblią, wyłomu tego dokonano w dziewiątym dniu miesiąca tamuz (Księga Jeremiasza 52, 6–7), jednak według Talmudu jest to błędna data, która pojawiła się w wyniku zamętu po zburzeniu Pierwszej Świątyni .
Dzień 17 tamuz łączony jest także z innymi nieszczęśliwymi wydarzeniami w historii Żydów  :
- W 70 r. n.e. rzymskie wojska Tytusa oblegające Jerozolimę dokonały wyłomu w murach miasta, co doprowadziło do zburzenia Drugiej Świątyni.
- Według tradycji talmudycznej w tym dniu roku Mojżesz potłukł tablice przymierza, a także na ten dzień przypadł koniec składania porannych i wieczornych ofiar w Świątyni Jerozolimskiej.

Po nadejściu Mesjasza dzień postu Sziwa Asar be-Tamuz ma się zamienić w radosne święto .